# Euploea frigida
Euploea frigida är en fjärilsart som beskrevs av Butler 1878. Euploea frigida ingår i släktet Euploea och familjen praktfjärilar. Inga underarter finns listade i Catalogue of Life.